# Naria (Bangladesh)
Naria è un sottodistretto (upazila) del Bangladesh situato nel distretto di Shariatpur, divisione di Dacca. Si estende su una superficie di 203,58 km² e conta una popolazione di 231.644 abitanti (dato censimento 1991).